# Mon village à l'heure allemande
Mon village à l'heure allemande  est un roman de Jean-Louis Bory publié en 1945 aux éditions Flammarion et ayant obtenu le prix Goncourt la même année.

## Écriture du roman
Jean-Louis Bory écrit son roman durant la Seconde Guerre mondiale, de mai à juillet 1944 dans sa ville natale de Méréville, alors qu'il participe aux maquis d'Orléans et d'Angerville. Le roman paraît à la fois aux éditions Flammarion à Paris et aux éditions de La Maison française à New York qui édite alors de nombreux auteurs français engagés dans la lutte contre les Allemands.
En raison de deux dernières années de guerre, les prix Goncourt 1944, pour Le premier accroc coûte deux cents francs d'Elsa Triolet, et 1945, pour ce roman, sont annoncés tous les deux le même jour du 3 juillet 1945 et remis à Bory chez Drouant le 14 décembre. Le roman de Jean-Louis Bory, fortement soutenu par Colette qui vient d'être élue à l'Académie Goncourt et fait campagne auprès de ses pairs, s'impose face à Travaux de Georges Navel.

## Résumé
Fin avril 1944, à la veille du débarquement allié, Jumainville, un petit village entre l'Orléanais et la Beauce n'a pas connu directement la guerre. Ses habitants ont vécu sous l'occupation allemande en adoptant des attitudes diverses allant de la collaboration à la résistance plus ou moins passive en s'accommodant de la présence des troupes autrichiennes puis allemandes envoyées dans la région et des conditions de vie de cette période où la faim, le marché noir, le STO et les dénonciations ont été au cœur des dernières années de la guerre. Les principaux Jumainvillois — la famille Boudet, Lécheur, la famille Pluret, la Germaine, l'abbé Varêmes, le maire Morize, l'instituteur Tattignies, Mlle Vrin, etc. — présentent, chacun dans un discours narratif personnel, leur point de vue des derniers jours avant la libération de leur village.

## Influence du roman
La parution de ce roman et son titre ont établi l'expression « à l'heure allemande » dans le langage quotidien et universitaire pour définir la vie quotidienne française sous l'occupation allemande durant la Seconde Guerre mondiale.

Paradoxalement, le prix Goncourt sera « mortel pour l'écrivain Bory » qui ne réussira jamais à en assumer le succès — plus de 300 000 exemplaires vendus en France — et les attentes du public et de ses éditeurs pour ses ouvrages ultérieurs qui ne rencontreront pas la même réception,. Il déclare à ce propos en 1979 : 

« Ce n'est pas tout d'avoir le prix Goncourt, le tout c'est de se le faire pardonner, et je vous assure que c'est assez coton. »

— Jean-Louis Bory, 1979

## Adaptation au théâtre
En 2012, une adaptation théâtrale originale a été réalisée par Alain Quintane et jouée par la compagnie Art Scénic lors d'une tournée dans le sud de la France.

## Éditions
- Éditions Flammarion, Paris, 1945 (OCLC 633606628), rééd. 1972.
- La Maison française, New York, 1945 (OCLC 422718042)
- J'ai Lu no 81, 1967, rééd. 1972, 1999, 2009.
- (da) Fremmede i Byen, traduit par Børge Rudbeck, éditions Kbh, Danemark, 1947 (OCLC 463446385).
- (en) French Village, éditions Dennis Dobson, Londres, 1948 (OCLC 36280790).